# Trứng phục sinh (truyền thông)
Trứng phục sinh (tiếng Anh: Easter egg) là một thông điệp, hình ảnh, hoặc tính năng ẩn trong một trò chơi điện tử, phim, hoặc phương tiện truyền thông khác, thường ở dạng điện tử. Thuật ngữ này đã được Steve Wright, giám đốc phát triển phần mềm thời bấy giờ của Atari Consumer Division (bộ phận khách hàng của Atari), sử dụng theo cách này để mô tả một thông điệp ẩn trong một trò chơi điện tử của Atari là Adventure, liên hệ đến việc săn trứng Phục sinh.

## Nguồn gốc

Căn phòng bí mật trong Adventure với thông điệp của Warren Robinett

### Phần mềm

Ảnh hoạt hình cho thấy những quả trứng phục sinh trong hệ điều hành Android của Google

## Truyện tranh

Vào tháng Tư năm 2017, hoạ sĩ sách truyện tranh Ardian Syaf đã gây ra một làn sóng phản đối với quả trứng phục sinh anh đã đặt ở tranh của anh trong X-Men Gold #1.